# 法拉斯瑞姆方言
法拉斯瑞姆方言是《魔戒》作者托爾金發明的人工語言之一。在托爾金的構想中，法拉斯瑞姆方言為精靈語辛達林一種已絕跡的方言。

## 歷史
托爾金在其著作《精靈寶鑽》一書中曾提到，貝爾蘭的灰精靈被區隔成許多族群，而他們所使用的語言也產生了分化：法拉斯瑞姆方言是貝爾蘭沿岸一帶法拉斯的灰精靈所操的辛達林方言，也是辛達林在南方的主流方言。其他方言尚有多瑞亞林語和北辛達林方言，而多瑞亞林語和法拉斯瑞姆方言的使用者在某種程度上仍可以各自的語言與彼此交談，不致產生太大的溝通困難。
法拉斯瑞姆方言的使用者除了造船者瑟丹及他的跟隨者之外，尚有諾多精靈王芬羅德·費拉剛也採用了法拉斯瑞姆方言。當時其他費諾眾子的跟隨者都使用受到昆雅語影響的北辛達林方言，而為了要讓他的子民和這些費諾眾子的跟隨者使用不同的語言，於是芬羅德採納了法拉斯瑞姆方言，這是部分原因。另外一個重要的原因，還包括當時與多瑞亞斯的精靈王庭葛有較近親緣關係的芬羅德，與庭葛和瑟丹都有較頻繁的往來，也因此對於芬羅德來說，採用法拉斯瑞姆方言這個較通用的辛達林在經濟或政治上都有較大的好處。而此時法拉斯瑞姆方言也有了較大的轉變，部分原因是受到昆雅的影響，此外諾多精靈對於語言在語言學變化的喜愛也是另一個主要原因。

## 語言延伸
一般認為第三紀元的辛達林語，便是直接承自法拉斯瑞姆方言。